# Eru (plat)
Pour les articles homonymes, voir Eru.
 (août 2023).
Le eru est un plat camerounais, à base de plantes potagères, plus précisément de feuilles d'okok, d'huile de palme et de viandes. Il s'agit d'une spécialité des populations Banyang, établies dans le département de la Manyu au sud-ouest du Cameroun.
Ce plat s'accompagne avec du foufou ou du gari.

## Préparation
La recette de base contient des écrevisses, du poisson fumé et de la peau de bœuf, localement appelé « kanda ». L'ensemble des ingrédients est souvent difficile à trouver hors du Cameroun. Il s'agit d'un potage à base de légumes composée de la plante gnetum africanum finement râpée, avant d'être mijoté avec du talinum fruticosum ou des épinards, de l'huile de palme, du poisson fumé et de la peau de vache ou de bœuf.